# 中国紹興（嵊州）王中王囲棋争覇戦
中国紹興（嵊州）王中王囲棋争覇戦（ちゅうごくしょうこうじょうしゅうおうちゅうおういきそうはせん、中国绍兴（嵊州）王中王围棋争霸赛）は、中国の囲碁の棋戦。2019年に昂利康杯中国紹興（嵊州）王中王囲棋争覇戦（昂利康杯绍兴（嵊州）王中王围棋争霸赛）として開始。2020年は体彩杯中国紹興（嵊州）王中王囲棋争覇戦（体彩杯中国绍兴（嵊州）王中王围棋争霸赛）。選抜された8名の棋士によって、嵊州市で行われる。
- 主催 中国囲棋協会、(1回)中国棋院、(2回-)紹興市体育局
- 共催 浙江省囲棋協会、嵊州市人民政府
- 協力 (1回)昂利康製薬、嵊州市教育体育局、嵊州市文広電旅遊局、嵊州市融媒体中心
- 優勝賞金 (1回)100万元、(2回)70万元、(3回)100万元、(4回)80万元

## 方式
- 前年の棋戦優勝者8名により、第1回は敗者復活式トーナメント、第2-3回はトーナメント式。第4回は総当りリーグ戦。
- 持時間は、各2時間、残り1分の秒読み5回

## 歴代優勝者と決勝戦
（左が優勝者）
- 第1回 2019年 謝爾豪 - 范廷鈺
- 第2回 2020年 柯潔 - 唐韋星
- 第3回 2022年 李軒豪 - 范廷鈺
- 第4回 2023年 優勝 李維清、 準優勝 李軒豪

### 第1回（2019年）
- 1回戦（3月9日）范廷鈺（CCTV戦優勝） - 陳耀燁（天府杯優勝）

羋昱廷（名人・倡棋杯優勝） -  柯潔（三星杯優勝）
連笑（天元戦優勝） - 辜梓豪（威孚房開杯優勝）
檀嘯（衢州・爛柯杯優勝） - 謝爾豪（LG杯優勝）
- 勝者組2回戦（3月10日） 范廷鈺 - 羋昱廷、連笑 - 檀嘯
- 敗者組1回戦（3月10日） 陳耀燁 - 柯潔(7位)、謝爾豪 - 辜梓豪(7位)
- 敗者組2回戦（3月11日）謝爾豪 - 陳耀燁(5位)、檀嘯 - 羋昱廷(5位)
- 勝者組決勝（3月12日）范廷鈺 - 連笑
- 敗者組3回戦（3月12日）謝爾豪 - 檀嘯(4位)
- 敗者組決勝（3月13日）謝爾豪 - 連笑(3位)
- 決勝戦（3月15日）謝爾豪 - 范廷鈺

### 第2回（2020年）
|                          | 1回戦 (10/10) | 準決勝 (10/11) | 決勝 (10/12) |
| 柯潔（百霊杯優勝）       | 柯潔          | 柯潔           | 柯潔         |
| 羋昱廷（名人戦優勝）     | 柯潔          | 柯潔           | 柯潔         |
| 范廷鈺（阿含桐山杯優勝） | 范廷鈺        | 柯潔           | 柯潔         |
| 謝爾豪（前回優勝）       | 范廷鈺        | 柯潔           | 柯潔         |
| 唐韋星（三星杯優勝）     | 唐韋星        | 唐韋星         | 柯潔         |
| 丁浩（CCTV戦優勝）       | 唐韋星        | 唐韋星         | 柯潔         |
| 楊鼎新（LG杯優勝）       | 楊鼎新        | 唐韋星         | 柯潔         |
| 連笑（天元戦優勝）       | 楊鼎新        | 唐韋星         | 柯潔         |

### 第3回（2022年）
|                                               | 1回戦 (5/25) | 準決勝 (5/26) | 決勝 (5/27) |
| 許嘉陽（'21衢州・爛柯杯優勝）                 | 李軒豪       | 李軒豪        | 李軒豪      |
| 李軒豪（'22衢州・爛柯杯優勝）                 | 李軒豪       | 李軒豪        | 李軒豪      |
| 楊鼎新（'20天元戦優勝）                       | 辜梓豪       | 李軒豪        | 李軒豪      |
| 辜梓豪（'21天元戦、阿含・桐山杯、竜星戦優勝） | 辜梓豪       | 李軒豪        | 李軒豪      |
| 丁浩（倡棋杯、国手戦、大棋士戦優勝）          | 羋昱廷       | 范廷鈺        | 李軒豪      |
| 羋昱廷（夢百合杯、威孚房開杯優勝）            | 羋昱廷       | 范廷鈺        | 李軒豪      |
| 柯潔（前回優勝、三星杯、棋聖戦、CCTV杯優勝）  | 范廷鈺       | 范廷鈺        | 李軒豪      |
| 范廷鈺（アジア大会予選1位）                   | 范廷鈺       | 范廷鈺        | 李軒豪      |
| 3位決定戦 羋昱廷 - 辜梓豪                     |              |               |             |

### 第4回（2023年）
2023年8月8-16日に実施。国内・国際棋戦優勝者、賞金ランキング上位などの8名が出場するリーグ戦。勝数によって順位を決定、勝数が同じ場合は勝った相手の勝数の合計得点、それも同点の場合は直接対決の結果による。
| 選手/相手 | 李維 | 李軒 | 辜 | 楊 | 丁 | 李欽 | 羋 | 時 | 勝数 | 得点 | 順位 |
| --------- | ---- | ---- | -- | -- | -- | ---- | -- | -- | ---- | ---- | ---- |
| 李維清    | -    | ○    | ×  | ○  | ○  | ○    | ○  | ○  | 6    |      | 1    |
| 李軒豪    | ×    | -    | ○  | ○  | ×  | ○    | ○  | ○  | 5    | 14   | 2    |
| 辜梓豪    | ○    | ×    | -  | ×  | ○  | ○    | ○  | ○  | 5    | 14   | 3    |
| 楊鼎新    | ×    | ×    | ○  | -  | ×  | ○    | ○  | ○  | 4    |      | 4    |
| 丁浩      | ×    | ○    | ×  | ○  | -  | ×    | ×  | ○  | 3    | 10   | 5    |
| 李欽誠    | ×    | ×    | ×  | ×  | ○  | -    | ○  | ○  | 3    | 5    | 6    |
| 羋昱廷    | ×    | ×    | ×  | ×  | ○  | ×    | -  | ×  | 1    | 3    | 7    |
| 時越      | ×    | ×    | ×  | ×  | ×  | ×    | ○  | -  | 1    | 1    | 8    |

## 注
1. ↑  云比赛「第三届“嵊州杯”王中王争霸赛 范廷钰等晋级半决赛」2022.5.26
2. ↑  “王中王战嵊州收枰 李轩豪胜范廷钰笑傲“王中王””. 2022年5月28日時点のオリジナルよりアーカイブ。2022年5月28日閲覧。
3. ↑  新浪体育「李维清上演"黑八奇迹" 登顶"王中王"笑纳高奖金」2023.8.161